# Акбулацька селищна рада
Акбула́цька селищна рада (рос. Акбулакский поселковый совет) — сільське поселення у складі Акбулацького району Оренбурзької області Росії.
Адміністративний центр — селище Акбулак.

## Населення
Населення — 15025 осіб (2019; 14406 в 2010, 15365 у 2002).

## Склад
До складу селищної ради входять:
| Населений пункт  | Населення, осіб (2002) | Населення, осіб (2010) |
| ---------------- | ---------------------- | ---------------------- |
| 29 км, селище    | 25                     | 25                     |
| 30 км, селище    | 35                     | 23                     |
| Акбулак, селище  | 14801                  | 13918                  |
| Кулаксай, селище | 246                    | 227                    |
| Шулаксу, селище  | 258                    | 213                    |